# Pero Dulce
Pero Dulce es el nombre de una variedad cultivar de manzano (Malus domestica). Esta manzana es originaria de Galicia, está cultivada en la colección de árboles frutales y banco de germoplasma de Mabegondo con el Nº 145; ejemplares procedentes de esquejes localizados en Santa María de Herbón, parroquia del municipio de Padrón (La Coruña).

## Sinónimos
- "Manzana Pero Dulce",[4][5]
- "Maceira Pero Dulce".

## Características
El manzano de la variedad 'Pero Dulce' tiene un vigor vigoroso. Tamaño grande y porte erguido.
Época de inicio de brotación a partir del 15 de abril y de floración a partir del 30 de abril.
Las hojas tienen una longitud del limbo de tamaño medio, con la máxima anchura del limbo es media. Longitud de las estípulas es media y la máxima anchura de las estípulas es estrecha. Denticulación del borde del limbo es ondulado, con la forma del ápice del limbo acuminado y la forma de la base del limbo es agudo. Con subestípulas presentes.
Sus flores tienen una longitud de los pétalos es corta, con una anchura de los pétalos estrecha, disposición de los pétalos en contacto entre sí, con una longitud del pedúnculo corta.
La variedad de manzana 'Pero Dulce' tiene un fruto de tamaño medio, de forma globoso-cónica, de color bicolor, con chapa a rayas, e intensidad media. Epidermis de textura desigual, con pruina en su superficie y con presencia de cera media. Sensibilidad al "russeting" (pardeamiento áspero superficial que presentan algunas variedades) muy poco sensible. Con lenticelas de tamaño mediano.
Los sépalos están dispuestos de forma variable, y libres en su base; su fosa calicina es muy profunda y de una anchura media. Pedúnculo de grosor medio y de longitud medio, siendo la cavidad peduncular de una profundidad poco profunda y de anchura media. Con pulpa de color crema, cuya firmeza es intermedia y su textura intermedia; su jugosidad es intermedia, con sabor de acidez media-baja, y poco aromática.
Época de maduración y recolección desde el 8 de octubre. 'Pero Dulce' es una manzana que su destino es la conservación de esta variedad en el banco de germoplasma de Mabegondo como reserva genética.

## Susceptibilidades
- Oidio: ataque débil
- Moteado: ataque débil
- Raíces aéreas: ataque medio
- Momificado: no presenta
- Pulgón lanígero: ataque débil
- Pulgón verde: ataque medio
- Araña roja: no presenta
- Chancro del manzano: no presenta.[3]